# Гэрсэндзэ
Гэрэсэндзэ-Джалаир-хунтайджи (монг. Гэрсэнз жалайр хунтайж; 1513—1549) — монгольский хан, одиннадцатый сын Даян-хана. Получил во владение от своего отца обширный район Халха в Северной Монголии, которым он управлял вплоть до своей смерти в 1549 году.

## Биография
Родился в 1513 году. Одиннадцатый сын Даян-хана (Бату-Мункэ; 1464—1517/1543), великого хана Монгольской империи (1479—1517/1543). Его матерью была Жимсгэнэ-хатун, младшая из трех жен Даян-хана.
Перед своей смертью Даян-хан передал во владение шесть туменов в Восточной Монголии своим одиннадцати сыновьям. Его младший сын Гэрсэндзэ получил в наследственное владение район Халха в Северной Монголии, самый большой и сильный из шести туменов, сердце рождения Монгольской империи. Его остальные старшие братья получил небольшие тумены в Южной Монголии.
В середине XVI века каждый из семи сыновей Гэрсэндзэ получил в наследство определенную часть Халхаской Монголии. Они продолжили формирование домов Тушэту-хан, Дзасагту-хан и Сэцэн-хан.

## Семья
У Гэрсэндзэ было две жены:
- Хатунгай, дочь Мункуцуя Даруги Уджиетского
- Мункуй, дочь Мэнду Урянхайского.

### Дети от Хатунгай
- Ашихай-Дархан-хунтайджи (род. 1530). От Ашихая вели своё происхождение Дзасагту-ханы
- Ноянтай Хатан Багатур (род. 1531)
- Нухунуху (Оноху) Уйзэн-нойон (род. 1534). От Нухунуху вели своё происхождение Тушэту-ханы и Сайн-Нойон-ханы
- Амин Дурахал-ноян (род. 1536). От Амина Дурахал-нойона вели своё происхождение Сэцэн-ханы.
- Дари-тайджи (род. 1540)
- Далдан-Хундулэн (род. 1542)
- Саму Буйма (род. 1545)
- Миналун-абай (род. 1545), жена Ахацая Уйгурджинского
- Тумэнкэн-абай (род. 1546), жена князя Лубсана Урянхайского

### Дети от Мункуй-хатун
- Алтай-абай, жена Абанта Урянхайского
- Далдан-нойон.